# Myggbukta
Myggbukta (komáří zátoka) byla norská rádiová a meteorologická stanice nacházející na pobřeží východního Grónska. Nachází se v zemi krále Kristiana Desátého, na jihu národního parku Severovýchodní Grónsko. Stanice byla založena v roce 1922 a byla opuštěna po jednom roce provozu. Stanice byla obnovena v roce 1926 a byla v provozu až do roku 1959, s výjimkou období mezi lety 1940–1946.
Myggbukta byla de facto v minulosti hlavní město Severovýchodního Grónska, i když se asi 172 km jižně nacházela větší, dnes již také opuštěná osada Antarctichavn, která však dnes náleží kraji Sermersooq. Po opuštění Myggbukty je de facto hlavním městem Severovýchodního Grónska jediná trvale obydlená osada s názvem Daneborg (kde však žije natrvalo pouze 12 obyvatel).